# La Bionda
A. & C. La Bionda foram dois irmãos italianos que compuseram e gravaram músicas do gênero disco em seu país, tendo utilizado tanto os nomes La Bionda como D. D. Sound.  Foram autores de sucessos como "La Bionda" de: One for you, one for me (de 1978), Bandido e Disco Roller (1979) e I wanna be your lover (1980). Sob o nome D.D. Sound, lançaram Disco Bass em 1977, Love Me Tonight (de 1978) e Café em 1979 (sucessos não apenas na Itália mas também em vários outros países da Europa). Produziram também Vamos a la playa e No tengo dinero de Righeira (1983).  Hoje são considerados precursores do que foi chamado, a partir de 1983, de "Italo Disco" e de Eurodisco, a Disco Music européia que, mais tarde, evoluiria para a House Music (gerando a Italo House).